# De Arkduif
De Arkduif is een stellingmolen die in 1697 in Bodegraven is gebouwd en in 1956 de naam De Arkduif kreeg. Het is een korenmolen met een gemetselde ronde romp en stelling. De buitenzijde is grotendeels wit. De molen werd in 1970 aangewezen als Rijksmonument. De Arkduif is volledig in bedrijf en is regelmatig geopend.
Tot 1974 was de molen in particuliere handen. De gemeente Bodegraven verwierf in dat jaar het molengebouw en in 2002 het molenhuis. In 2004 is het eigendom van het molengebouw in erfpacht overgedragen aan Stichting De Arkduif. Het molenhuis werd in 2004 in gebruik genomen door Brouwerij De Molen. Toen de brouwactiviteiten na enkele jaren verplaatst werden naar de overzijde van de straat werd in het molenhuis Brouwcafé De Molen gevestigd. 

## Restauraties
In de tweede helft van de negentiende eeuw is een brandschade hersteld met onderdelen uit andere molens, onder andere uit de gesloopte watermolen uit Nieuwkoop. In de twintigste eeuw werd de molen twee maal gerestaureerd, in 1954 en 1982. In 2003 was Stichting de Arkduif initiatiefnemer van een volgende restauratie die afgerond werd in 2015. Deze restauratie werd gefinancierd door de Provincie Zuid-Holland, de Rijksoverheid, gemeente Bodegraven en particulieren. 

## Kenmerken
De molen heeft een Oud-Hollands gevlucht van 22,2 meter. De 3,70 m lange bovenas is in 1853 gegoten door ijzergieterij L.I. Enthoven & Co te 's-Gravenhage en heeft nummer 101. De koningsspil is gemaakt van een oude, houten vijzelbalk.
De molen wordt gevangen door een scharnierende Vlaamse blokvang bestaande uit vier vangstukken en die bediend wordt met een wipstok. De vangbalk zit tussen een hangereel en heeft een kneppel.
De molen wordt op de wind gezet met een kruiwiel. Het kruiwerk bestaat uit een houten rollenwagen met 36 ijzeren en 12 pokhouten rollen. 
Voor het luien van het graan is er een sleepluiwerk.
In de molen staan drie maalkoppels met regulateurs en een Straver borstelbuil. Een van de koppels is uitgerust met een pennetjeswerk. Voor het graantransport is er een door de wind aangedreven jakobsladder.

### Overbrengingen
- De overbrengingsverhoudingen zijn 1 : 7,05 en 1 : 7,36
- Het bovenwiel heeft 58 kammen en de bovenschijfloop heeft 24 staven. De koningsspil draait hierdoor 2,42 keer sneller dan de bovenas. De steek, de afstand tussen de staven, is 13,5 cm.
- Het spoorwiel heeft 70 kammen en de steenrondsels van de 17der maalstenen 24 staven en die van de 16der maalstenen 23 staven. De steenrondsels draaien hierdoor 3,29 en 3,43 keer sneller dan de koningsspil en 7,05 respectievelijk 7,36 keer sneller dan de bovenas. De steek is 9 cm.

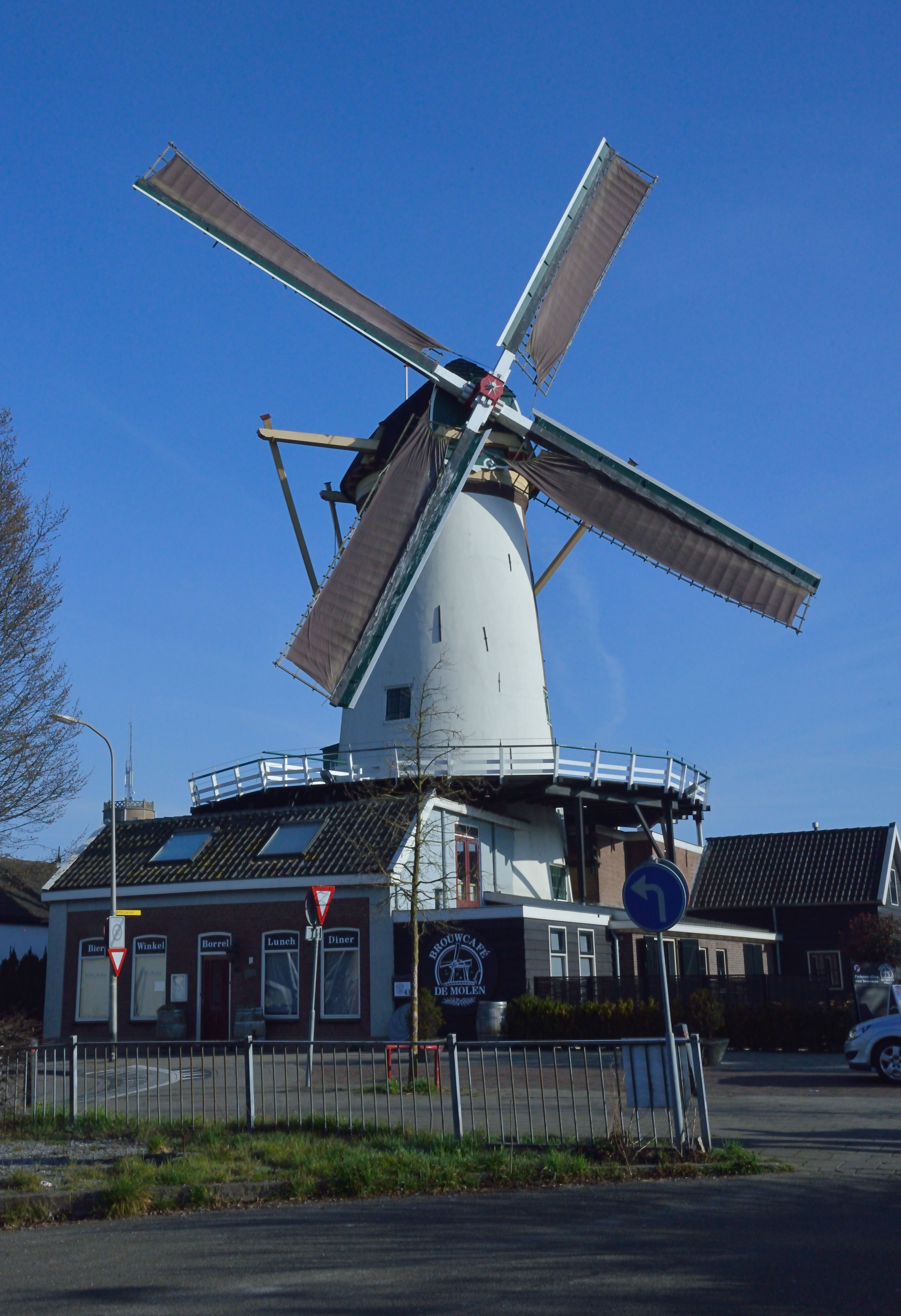
Maart 2016
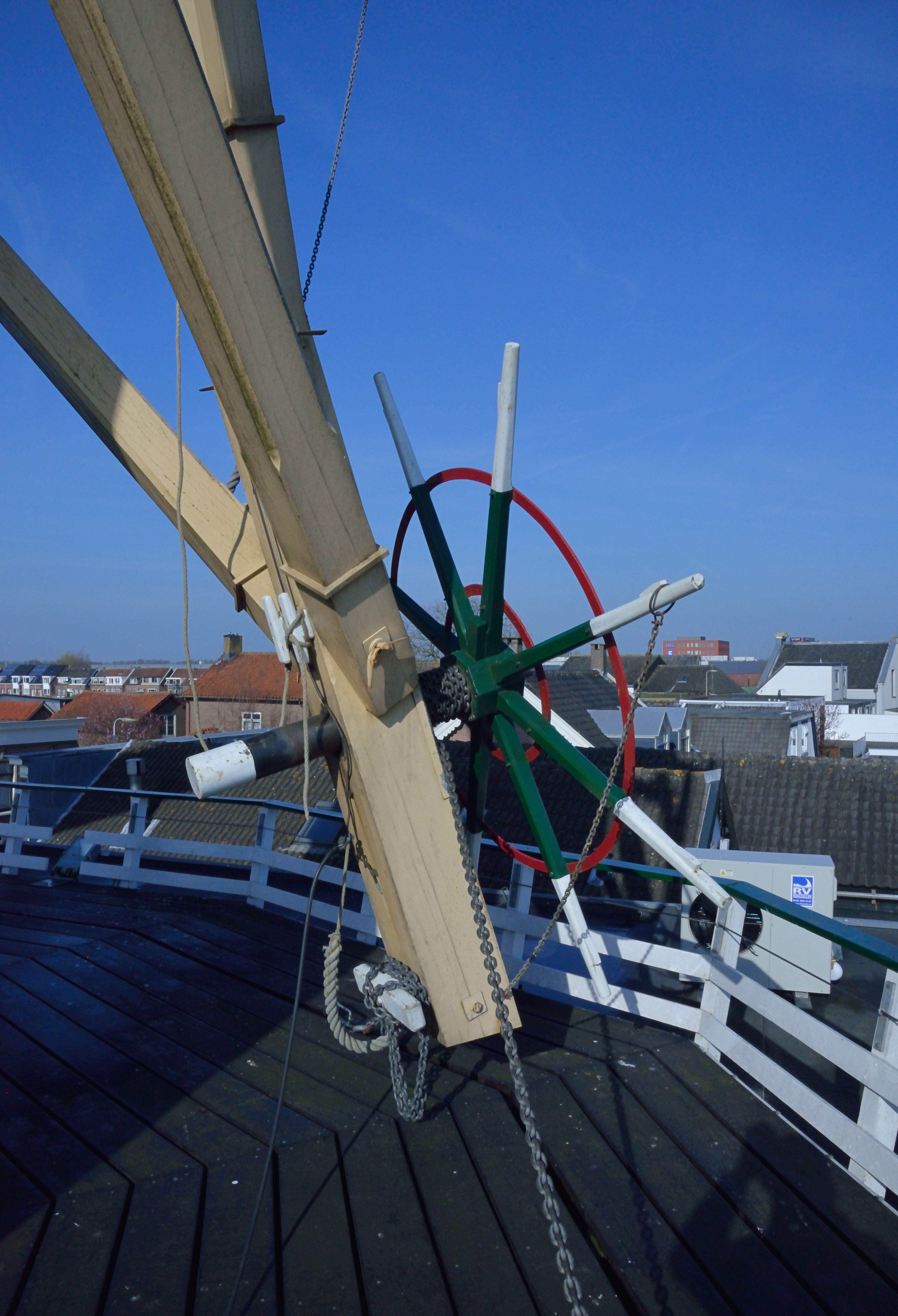
Kruiwiel
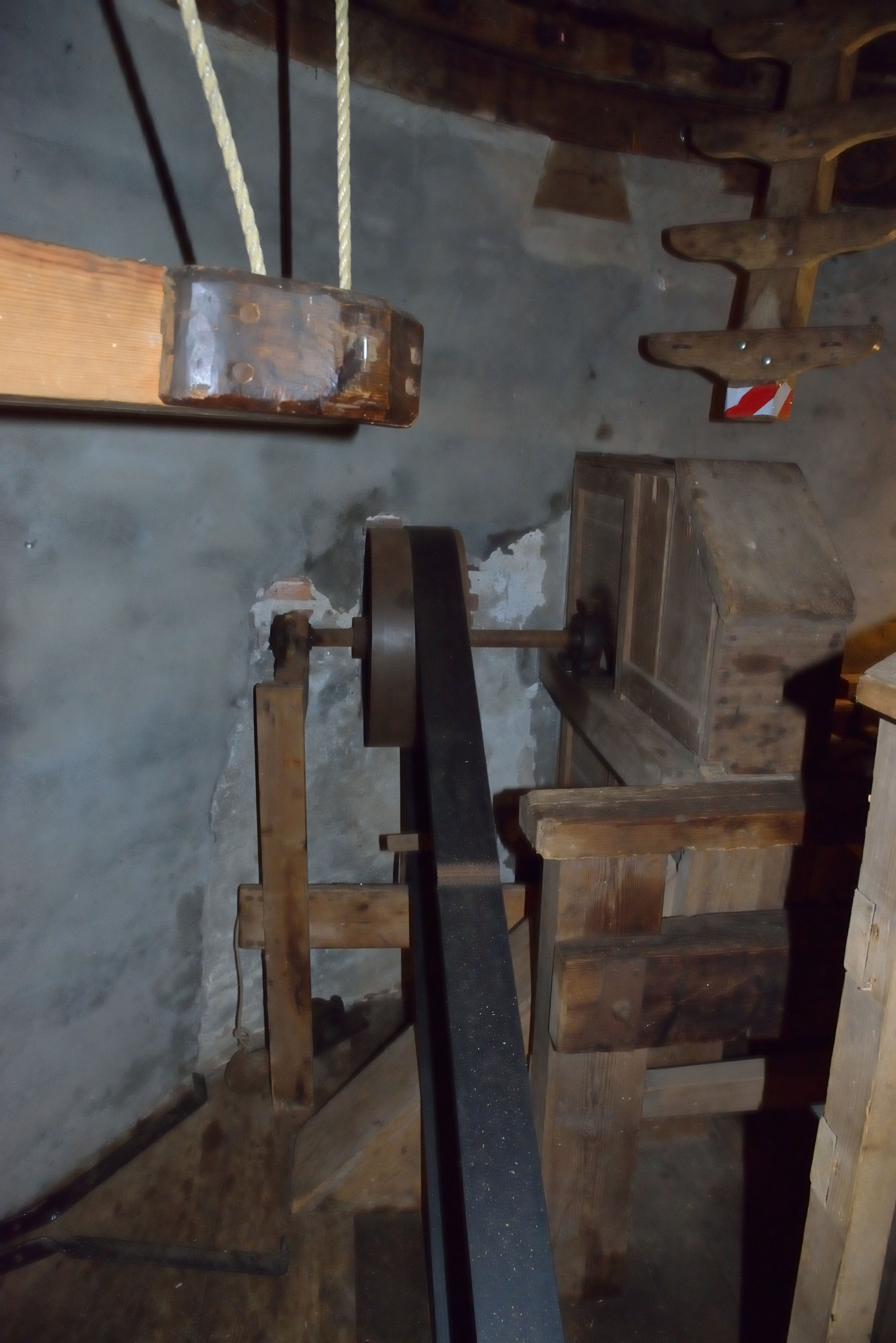
Aandrijving Jakobsladder
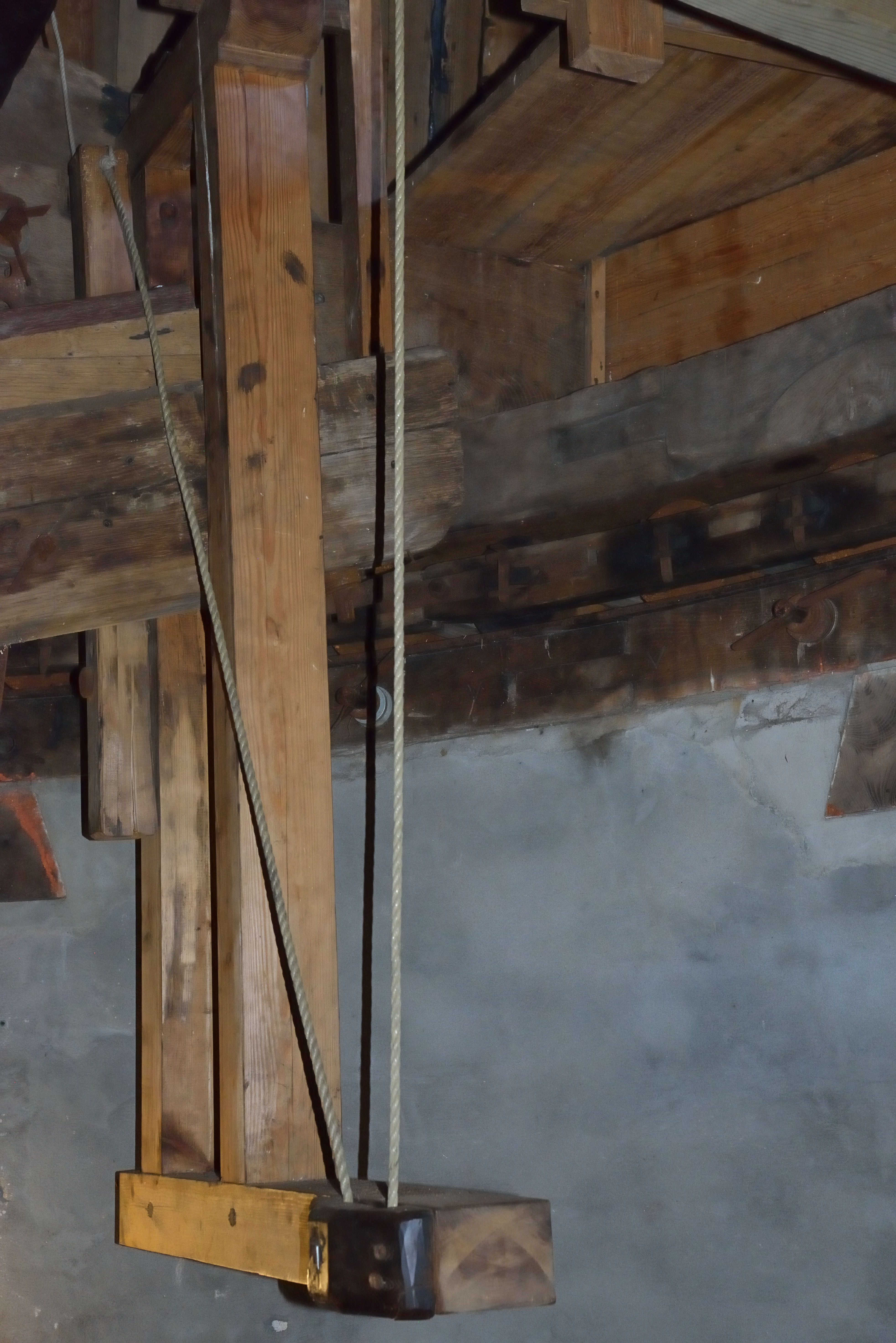
Hangereel met kneppel
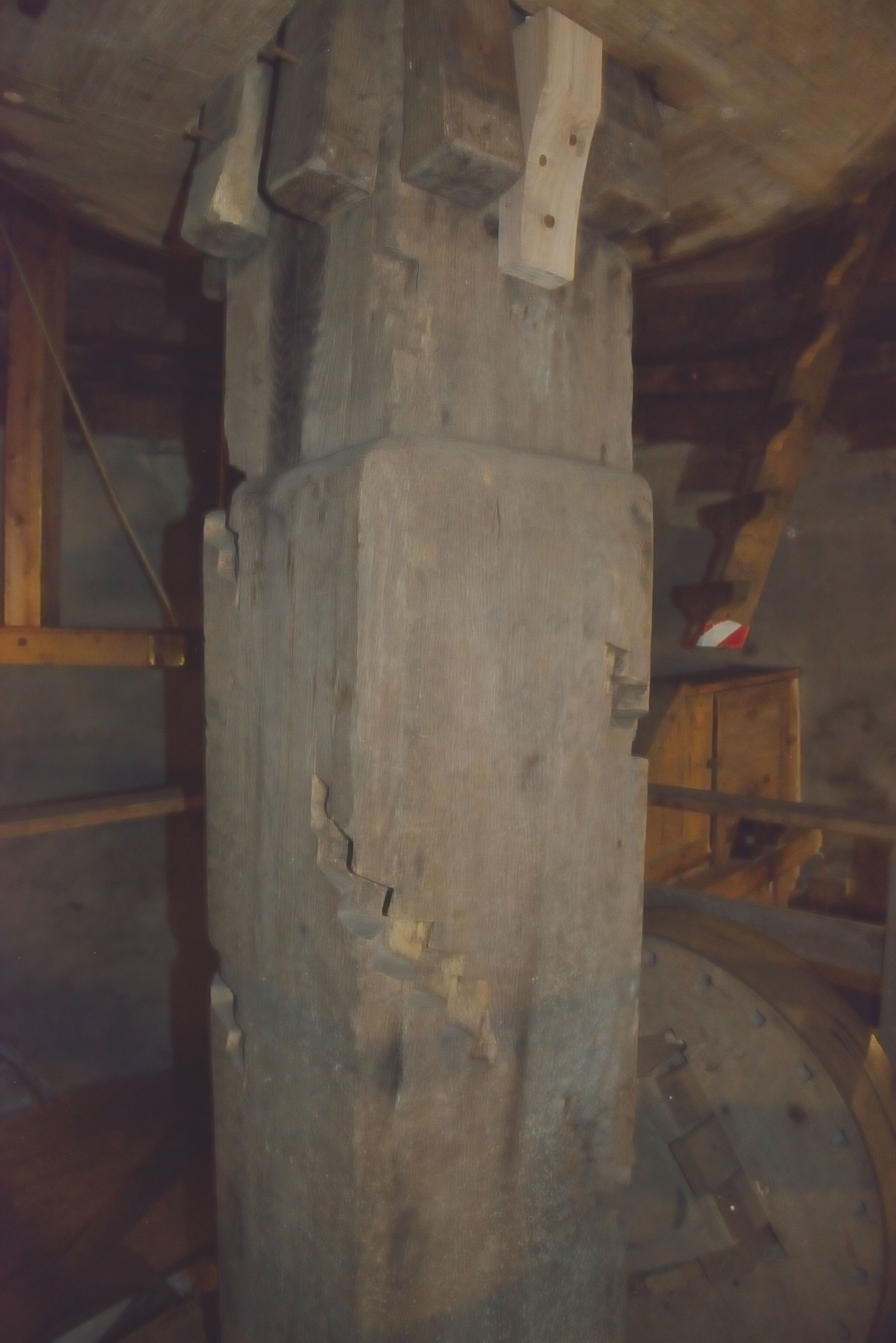
Koningsspil
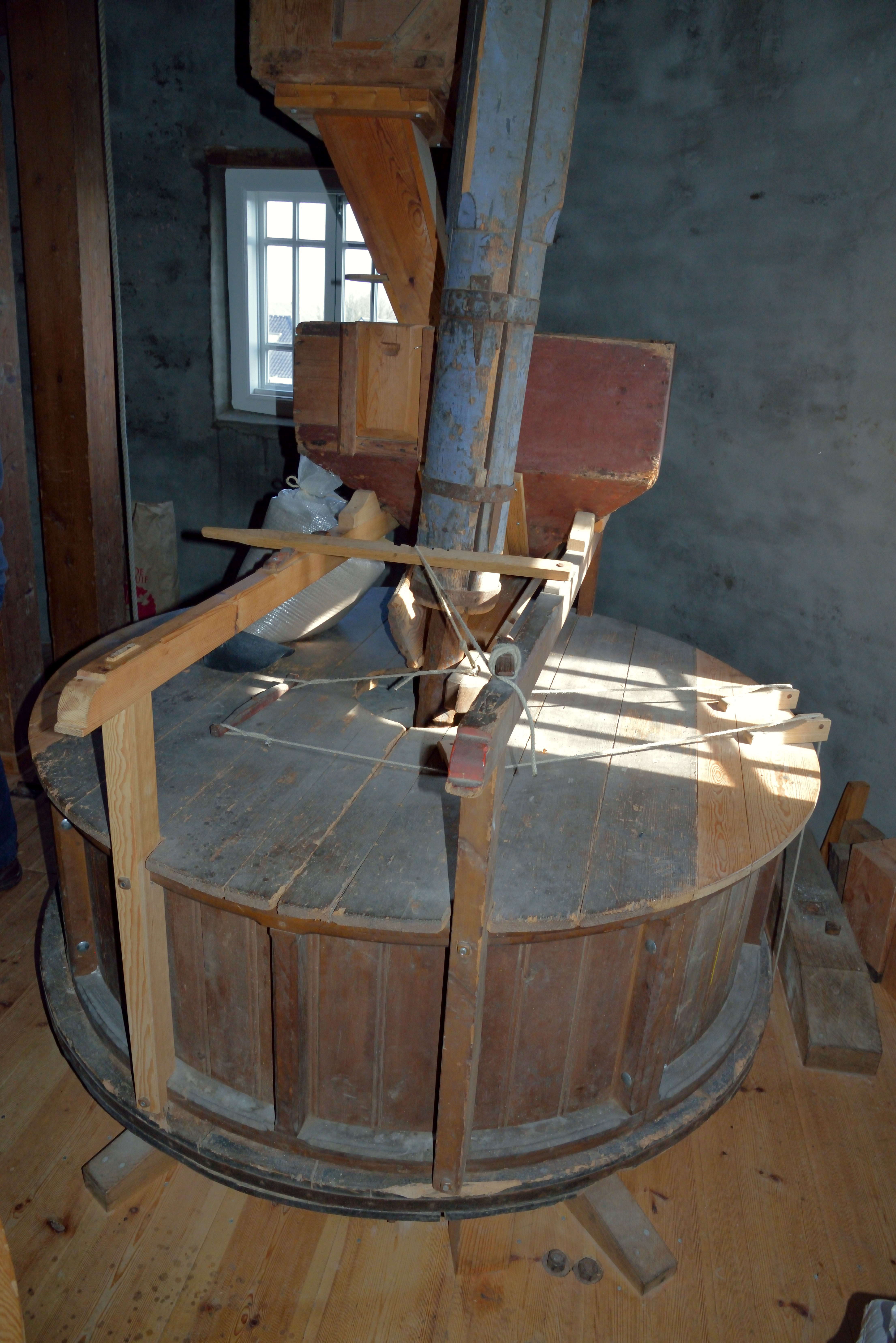
Maalkoppel
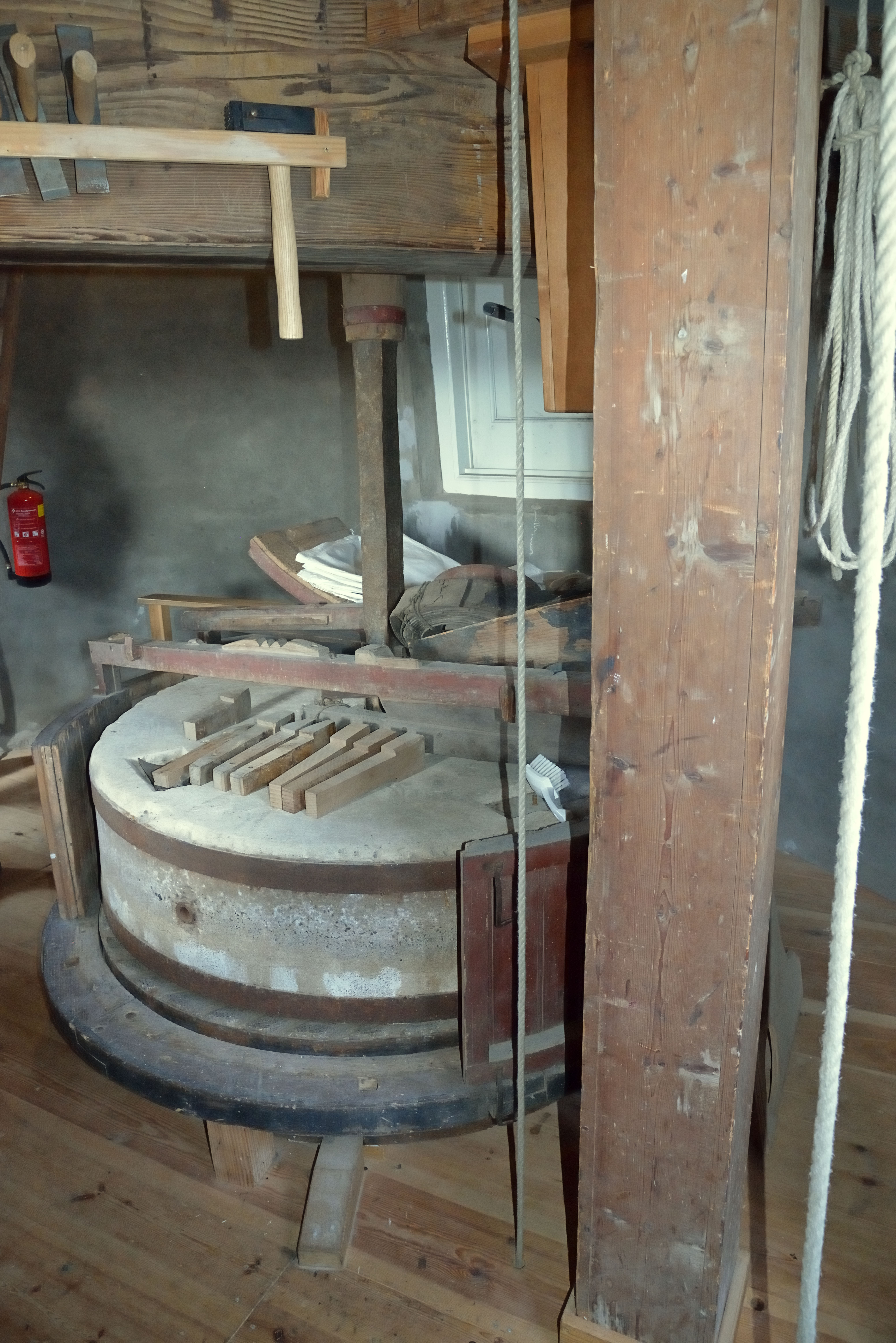
Maalkoppel
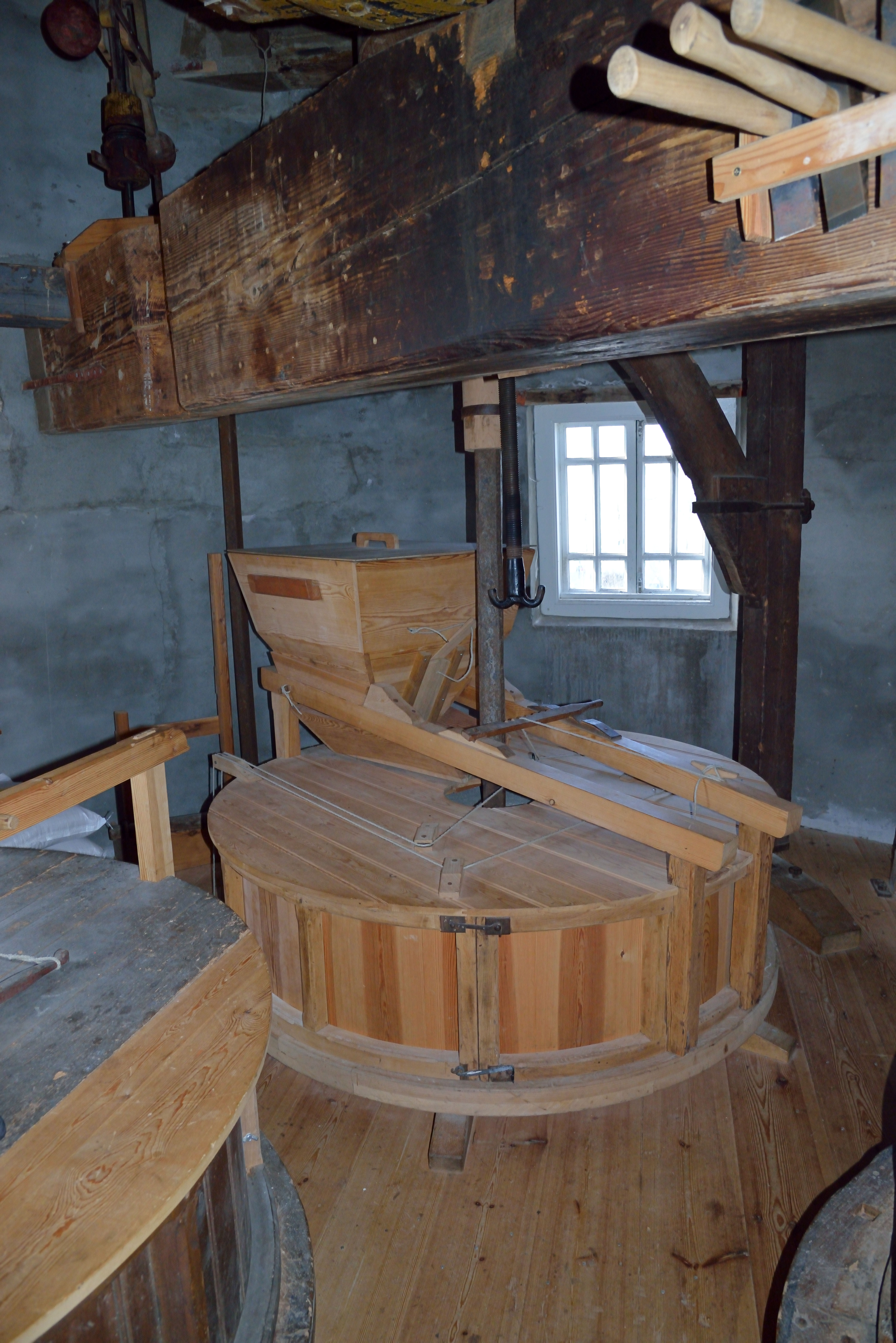
Maalkoppel